# Nicodamus mainae
Nicodamus mainae är en spindelart som beskrevs av Harvey 1995. Nicodamus mainae ingår i släktet Nicodamus och familjen Nicodamidae. Inga underarter finns listade i Catalogue of Life.